# Reacții la Operațiunea Pilonul Apărării
Operațiunea Pilonul Apărării, o operațiune militară condusă de Armata Israeliană în Fâșia Gaza între 14 și 21 noiembrie 2012, a stârnit numeroase reacții la nivel internațional.

## Domestice
| Autoritatea Națională Palestiniană | Oficialii palestinieni au cerut Consiliului de Securitate al ONU să acționeze pentru a opri operațiunea militară a Israelului în Fâșia Gaza. Președintele Mahmoud Abbas a făcut un scurt tur prin Europa pentru a se întoarce în Cisiordaia. Abbas l-a însărcinat pe reprezentantul palestinian la Liga Arabă să caeră o reuniune de urgență a Ligii. |
| Hamas                              | Fawzi Barhoum, un purtător de cuvânt al Hamas, a numit asasinarea lui Ahmed Jabari un act de război. Pe 14 noiembrie 2012, Brigăzile Izz ad-Din al-Qassam au declarat „Ocupația a deschis porțile iadului” și a promis că militanții săi vor continua „calea de rezistență”. În mod similar, Abu Ahmed, un purtator de cuvânt pentru aripa militară a Jihadului Islamic, a numit asasinatul o „declarație de război”, promițând un răspuns în câteva ore. |
| Israel                             | În prima zi a operațiunii, prim-ministrul Israelului, Beniamin Netaniahu, a declarat: „Astăzi am trimis un mesaj clar către Hamas și alte organizații teroriste, și dacă va fi necesar, suntem pregătiți să extindem operațiunea.” Conform cotidianului Haaretz, președintele Șimon Peres l-a sunat pe omologul său din SUA, Barack Obama, și i-a spus: „Israelul nu vrea o escaladare, dar în ultimele cinci zile am fost sub bombardament nonstop, mamele și copiii nu pot dormi în pace noaptea. Există o limită până la care Israelul poate rezista. Ahmed Jabari a fost în spatele multor activități teroriste.” Ministrul de Interne Eli Yișai a declarat: „Scopul operațiunii este de a trimite Fâșia Gaza napoi n Evul Mediu. Numai atunci Israelul va fi calm pentru următorii 40 de ani”. Cei mai mulți lideri politici din Israel, printre care Tzipi Livni, Shelly Yachimovich, Shaul Mofaz și Naftali Bennett au aplaudat operațiunea. Cu toate acestea, liderii partidului de sâtnga Meretz și-au exprimat opoziția la radio și pe Internet. Ministerul israelian de Externe a instituit modul de semi-urgență, anulând toate vacanțele personalului său din Ierusalim. Giladh Șaron, fiul fostului prim-ministru Ariel Șaron și membru al partidului de opoziție Kadima, a cerut ca Fâșia Gaza să fie aplatizată în același mod în care SUA a făcut cu Hiroșima și Nagasaki. |

### Organisme supranaționale
| Liga Arabă             | Liga Arabă a solicitat urmărirea penală a „criminalilor de război sioniști”, numind acțiunile acestora „crime de război” și „crime împotriva umanității”. Pe 20 noiembrie, o delegație a Ligii, condusă de Nabil Elaraby, a vizitat orașul Gaza în semn de solidaritate față de palestinieni și pentru a facilita eforturile de armistițiu. |
| Mișcarea de Nealiniere | Iranul, care deține președinția rotativă a Mișcării de Nealiniere, a lansat o declarație prin care a condamnat atacurile aeriene israeliene. |
| ONU                    | Pe 18 noiembrie, Secretarul General al ONU, Ban Ki-moon, a declarat că a fost „ profund întristat” de moartea civililor și „alarmat de lansarea continuă a rachetelor împotriva orașelor israeliene.” Pe 19 noiembrie, Ban Ki-moon a mers la Cairo pentru a discuta cu președintele egiptean despre starea conflictelor și eforturile depuse pentru armistițiu. Acesta și-a continuat călătoria la Ierusalim, unde s-a întâlnit cu prim-ministrul Netaniahu și apoi în Cisiordania, la Ramallah, pentru a vorbi cu președintele palestinian. |
| OTAN                   | Secretarul General al OTAN, Anders Fogh Rasmussen, a declarat: „Desigur, Israelul are dreptul la auto-apărare, iar atacurile împotriva lui trebuie să se termine. Dar comunitatea internațională s-ar aștepta de asemenea ca Israelul să dea dovadă de reținere.” |
| Uniunea Europeană      | Șefa politicii externe a UE, Catherine Ashton, a declarat: „Atacurile cu rachete ale Hamas și alte facțiuni din Gaza, care au început această criză actuală, sunt total inacceptabile pentru orice guvern și trebuie să se oprească. Israelul are dreptul să își apere populația de aceste tipuri de atacuri. Îndemn Israelul să se asigure că răspunsul său este proporțional.” |

### Internaționale
| Afganistan            | Președintele afgan Hamid Karzai a condamnat atacurile aeriene ale Israelului asupra Fâșiei Gaza și a cerut o „oprire imediată” a violenței împotriva civililor. |
| Algeria               | Purtătorul de cuvânt al Ministerului de Externe algerian, Amar Belani, a condamnat ferm „agresiunea israeliană împotriva Fâșiei Gaza” și a cerut Consiliului de Securitate al ONU și comunității internaționale să-și asume responsabilitățile care le revin și „să pună capăt acestei escaladări periculoase”. |
| Arabia Saudită        | Arabia Saudită a condamnat atacurile israeliene din Fâșia Gaza și a cerut o poziție mai puternică și mai unită a statelor arabe în fața „practicilor de ocupație israeliene”. Înainte de reuniunea extraordinară a Consiliului Ligii Arabe de la Cairo, Ministrul de Externe saudit Nizar Madani a delcarat: „Nu mai este rezonabil sau acceptabil să trecem această nouă agresiune nepedepsită și că pozițiile arabe anterioare care nu au depășit cuvinte și a încercat, în zadar, deciziile obligatorii ale Consiliului de Securitate a făcut Israel, neglijent de observare arabe și cerințele comunității internaționale ". Madani a spus "Regatul vede că este timpul pentru palestinieni de a se bucura, la fel ca alte popoare ale lumii, pace și securitate și pentru a avea o patrie liberă de violență, sacrificarea și distrugerea". |
| Armenia               | Ministrul de Externe al Armeniei, Edward Nalbandyan, a declarat: „Folosirea forței și a amenințărilor militariste ar trebui să fie oprită. Credem cu tărie că nu există nici o alternativă la soluționarea pașnică a conflictului prin discuții de pace.” |
| Australia             | Prim-ministrul Australiei, Julia Gillard, a declarat: „Guvernul condamnă atacurile repetate cu rachete și mortar asupra Israelului din Fâșia Gaza și cere organizației Hamas să înceteze imediat. Australia susține dreptul Israelului de a se apăra împotriva acestor atacuri fără discriminare. Astfel de atacuri asupra populației civile din Israel sunt cu totul inacceptabile.” |
| Bahrain               | Bahrain a condamnat ferm „agresiunea brutală a Israelului asupra Fâșiei Gaza.” Ministrul de Stat pentru Afaceri Externe, Ghanim bin Al Fadl Buainain, a cerut comunității internaționale să-și intensifice eforturile pentru a opri „agresiunea repetată și nejustificată a Israelului asupra Fâșiei Gaza.” Pe 20 noiembrie, un parlamentar din Bahrain a declarat că a dat foc unui steag israelian în timpul unei sesiuni parlamentare în semn de suport pentru palestinieni din Gaza. Al- Tamimi a declarat că a încercat să „transmită un mesaj clar comunității internaționale” cu privire la sprijinul Bahrainului față de cetățenii din Gaza. |
| Belgia                | Ministrul de Externe belgian Didier Reynders a subliniat „dreptul legitim al Israelului de a-și apăra populația împotriva acestor atacuri” și a cerut o „reacție măsurată”. |
| Brazilia              | Guvernul brazilian, vorbind în numele Mercosur, a condamnat „utilizarea disproporționată a forței” în Gaza și a cerut Israelului și palestinienilor să înceteze imediat focul. În declarație, liderii Mercosur și-au exprimat „puternica condamnare a violenței dezlănțuite între Israel și Palestina” și „regretă profund pierderea de vieți și își exprimă îngrijorarea în legătură cu utilizarea disproporționată a forței”. |
| Bulgaria              | Ministrul de Externe bulgar Nikolai Mladenov a apărat „dreptul cetățenilor israelieni de a trăi în pace” și a condamnat atacurile cu rachete comise de „Hamas și alte grupuri militante”. În același timp, el a cerut Israelului să ia „măsuri stricte pentru a evita victimele civile din rândul populației palestiniene” și și-a exprimat condoleanțele familiilor victimelor din ambele părți. |
| Canada                | Ministrul de Externe al Canadei, John Baird, a declarat: „Noi credem în mod fundamental că Israelul are dreptul de a se apăra de amenințările teroriste. De prea multe ori poporul evreu se află pe linia frontului în lupta împotriva terorismului, marea luptă a generației noastre. Numai în weekend-ul trecut, peste 100 de rachete din Fâșia Gaza au căzut asupra civililor din sudul Israelului. Canada condamnă gruparea teroristă Hamas și rămâne alături de Israel...” |
| Cehia                 | Ministerul de Externe al Cehiei a declarat: „Republica Cehă regretă profund pierderea de vieți civile din Israel și Gaza, precum și escaladarea actuală a situației. Republica Cehă recunoaște pe deplin dreptul Israelului la auto-apărare împotriva barajului de rachete lansate de organizațiile militante din Fâșia Gaza, subliniind importanța evitării victimelor din rândul civililor. Republica Cehă invită ambele părți să se abțină de la orice formă de violență și acțiuni provocatoare și să aducă liniștea populației civile.” |
| Chile                 | Președintele Sebastián Piñera a declarat în timpul unei vizite de stat în Turcia că Chile sprijină atât „dreptul Palestinei la un stat liber, independent și autonom”, cât și dreptul Israelului de a „avea siguranța și pace la frontierele sale”. Pe 17 noiembrie, în jur de 100 de persoane au protestat în fața ambasadei Israelului din Santiago, perturbând traficul. Protestul nu a fost autorizat, iar protestatarii s-au retras atunci când au sosit carabinierii. |
| China                 | Un purtator de cuvânt al Ministerului Afacerilor Externe al Republicii Populare Chineze a declarat în fața reporterilor că China și-a exprimat „îngrijorarea” față de confruntări și cere tuturor părților, în special Israelului, să afișeze „reținere” și să evite victimele civile . |
| Egipt                 | Ambasadorul egiptean a fost rechemat la Cairo, iar ambasadorul Israelului a primit un protest oficial. Președintele egiptean Mohamed Morsi a declarat: „Israelienii trebuie să înțeleagă că această agresiune este inacceptabilă și ar duce doar la instabilitate în regiune”. El a cerut Ligii Arabe să convoace o reuniune de urgență a miniștrilor de externe arabi pentru a discuta despre „agresiunea israeliană penală” din Gaza și a solicitat o întâlnire imediată a Consiliul de Securitate al ONU. Ministerul de Externe al Egiptului a condamnat operațiunea și a cerut Israelului să oprească atacurile. Conform ziarului The Guardian, președintele Partidul Libertății și Justiției, Saad Katatni, a declarat: „Poporul egiptean s-a revoltat împotriva nedreptății și nu va accepta un atac în Gaza. Agresiunea brutală din Fâșia Gaza dovedește faptul că Israelul nu a învățat încă că Egiptul s-a schimbat.” Un oficial egiptean a raportat că spitalele egiptene sunt gata să primească răniți palestinieni și că trecerea Rafah va rămâne deschisă. Prim-ministrul egiptean Hisham Qandil a vizitat Gaza vineri, 16 noiembrie. Pe 17 noiembrie, Uniunea Medicală Arabă a trimis în ajutor o delegație de medici egipteni de-a lungul frontierei cu Rafah. |
| Emiratele Arabe Unite | Emiratele Arabe Unite au condamnat ferm „agresiunea Israelului asupra Fâșiei Gaza” și au cerut comunității internaționale să-și „asume responsabilitatea față de poporul palestinian”. |
| Franța                | Ministrul de Externe francez Laurent Fabius a recunoscut dreptul Israelului de a se apăra, dar a cerut reținere. El a declarat: „Ar fi o catastrofă dacă ar exista o intensificare în regiune. Israelul are dreptul la securitate, dar nu va reuși prin violență”. Ministerul Afacerilor Externe a emis o declarație prin care a spus: „Franța este extrem de îngrijorată de deteriorarea situației din Gaza și sudul Israelului. Facem apel la părți să se abțină de la orice creștere a violenței, deoarece populația civilă israeliană și palestiniană ar plăti în mod inevitabil prețul.” Ambasadorul francez din Israel, Christophe Bigot, a vizitat Kiryat Maleahi, unde trei civili israelieni au fost uciși, și și-a exprimat solidaritatea față de victimele israeliene ale atacurilor cu rachete. |
| Germania              | Ministrul de Externe german Guido Westerwelle a declarat: „Este evident faptul că Israelul are dreptul legitim de a se apăra și de a-și proteja cetățenii de atacurilor cu rachete din Fâșia Gaza...Acum este necesar ca toată lumea să contribuie la remedierea situației. Toată lumea trebuie să înțeleagă că trebuie să prevenim ca lucrurile mai rele să nu se întâmple.” Un purtător de cuvânt al Cancelarului Angela Merkel a declarat: „Hamas este responsabilă pentru izbucnirea violenței. Nu există nicio justificare pentru lansarea rachetelor spre Israel, fapt care a condus la o suferința masivă a populației civile. Cancelarul îi îndeamnă pe cei responsabili din Fâșia Gaza să oprească imediat atacurile către Israel. În același timp, ea cere guvernului egiptean să își folosească influența asupra Hamas pentru a limita violența și a o aduce la capăt.” |
| India                 | Guvernul indian a căutat pacea și încetarea tuturor ostilităților dintre Israel și Hamas și a cerut discuții directe între Autoritatea Palestiniană din Cisiordania și Israel. |
| Iordania              | Ministrul iordanian de informații, Sameeh Maaytah, a declarat: „Politica agresivă a Israelului a plasat din nou zona într-un ciclu de violență și instabilitate. Această ostilitate suplimentară...închide toate ușile asupra negocierilor și realizărilor de aranjamente politice. Israel privează poporul palestinian de dreptul său politic și național de a crea un stat independent... Agresiunea Israelului trebuie să fie oprită, iar poporul palestinian trebuie să fie protejat.” |
| Irak                  | Trimisul Irakului la Liga Arabă a făcut apel la țările arabe să „folosească arma petrolului, cu scopul de a crea presiuni reale asupra Statelor Unite și oricăruia ține cu Israel”. |
| Iran                  | Purtătorul de cuvânt al Ministerului de Externe din Iran, Ramin Mehmanparast, a mustrat atacurile israeliene, spunând că acestea au fost un „semn al naturii brutale a regimului”. |
| Irlanda               | Ministrul Afacerilor Externe și Comerțului din Irlanda, Eamon Gilmore, a declarat : „Această ultimă rundă de violență, care a fost declanșată de atacurile cu rachete asupra orașelor din Israel și a escaladat odată cu uciderea unui lider al Hamas, ar putea conduce în continuare la moartea și suferința civililor israelieni și palestinieni. Riscurile unei escaladări a violenței sunt multe prea evidente în ambele părți. Solicit ambelor părți să înceteze imediat aceste atacuri și să elimine amenințarea pe care ei o reprezintă pentru viața și siguranța oamenilor nevinovați.” |
| Italia                | Ministrul de Externe italian Giulio Terzi a declarat că atacurile cu rachete ale Hamas reprezintă niște „riscuri majore pentru populația din Israel” și le-a invocat ca justificare a răspunsului Israelului. |
| Kazakhstan            | Kazahstan a condamnat operațiunea condusă de Israel. La a 39-a sesiune a Consiliului Miniștrilor de Externe ai Organizației pentru Cooperare Islamică, ministrul de Externe kazah a declarat: „Noi condamnăm atacurile aeriene ale Israelului asupra Fâșiei Gaza, care au înseamnat viețile civililor și infrastructura distrusă. După cum arată istoria, politica de represiuni nu va aduce pacea și securitatea în Israel. Ambele părți trebuie să ia imediat măsuri pentru a preveni orice escaladare a conflictului, să-și îndeplinească obligațiile în dreptul internațional umanitar și să se concentreze asupra soluționării problemelor fundamentale ale conflictului israelo-palestinian.” |
| Kuwait                | Ministrul de Externe al Kuweitului și-a exprimat regretul pentru „evenimentele sângeroase din Gaza, care au încălcat toate legile și acordurile internaționale”. |
| Letonia               | Ministerul Afacerilor Externe din Letonia a emis o declarație pe 18 noiembrie: „Ministrul de Externe Edgars Rinkēvičs condamnă cu fermitate atacurile cu rachete împotriva teritoriului israelian...și invită ambele părți să facă tot posibilul pentru reglementarea situației.” |
| Libia                 | Libia a condamnat atacurile israeliene asupra Fâșiei Gaza, numindu-le „criminale”. Ministerul Afacerilor Externe a declarat că „aceste atacuri criminale care au dus la uciderea și rănirea a zeci de palestinieni” au fost o provocare pentru comunitatea internațională și pentru „rezoluțiile de legitimitate internațională”. Instituția a mai declarat că atacurile expun intențiile „agresive, expansioniste și teroriste” ale Israelului și merită condamnarea întregii lumi. |
| Mauritania            | Guvernul din Mauritania a denunțat și condamnat atacul israelian asupra Fâșiei Gaza, iar Ministerul Afacerilor Externe a exprimat condoleanțe familiilor palestinienilor uciși. Nouakchott a cerut de asemenea Consiliului de Securitate al ONU „să-și preia responsabilitățile și să ia măsurile necesare pentru a proteja poporul palestinian împotriva unor astfel de atacuri care pun în pericol securitatea și stabilitatea în regiune”. |
| Malaysia              | O declarație care a condamnat atacurile israeliene a fost prezentată în numele prim-ministrului Najib Razak, găsindu-și sprijin bi-partizan în Parlamentul malaezian. Declarația a solicitat Consiliului de Securitate al ONU să pună în aplicare imediat un acord de încetare a focului și să implementeze o forță de menținere a păcii în Gaza. |
| Maroc                 | Marocul și-a exprimat profunda îngrijorare și a condamnat ferm operațiunea militară la scară largă a Israelului în Fâșia Gaza, cerând „încetarea imediată a acestor raiduri”. Potrivit unuei declarații a Ministerului Afacerilor Externe, Maroc „consideră că această escaladare periculoasă este inacceptabilă și că continuarea acestor atacuri ar putea avea consecințe dezastruoase asupra securității și stabilității în regiune. Ca urmare, Marocul solicită încetarea imediată a acestor raiduri și îndeamnă comunitatea internațională să își asume responsabilitatea de a proteja viața locuitorilor din Fâșia Gaza și proprietatea lor.” |
| Norvegia              | Ministrul de Externe al Norvegiei a declarat că este îngrijorat de escaladarea violenței între palestinieni și israelieni pentru care liderul Hamas, Ahmed Jabar, a fost ucis. El a declarat că atacurile cu rachete asupra Israelului sunt „în mod clar inacceptabile” și că Israelul are dreptul să se apere. El a adăugat că reacțiile trebuie să fie proporționale și trebuie să facă distincție între combatanți și necombatanți, refuzând și amânând să spună dacă răspunsul Israelului a fost într-adevăr „în limitele acceptabile”. |
| Olanda                | Ministrul de Externe olandez Frans Timmermans a declarat că organizația Hamas este responsabilă pentru escaladare: „Hamas a atacat Israelul prin lansarea de rachete din nou și din nou. Făcând acest lucru, Hamas este actorul principal, vinovat pentru reacția Israelului.” El a mai adăugat: „Să fie clar că durerea actuală creată și de necrezut a poporului din Fâșia Gaza este în primul rând rezultatul acțiunilor Hamas”. Pe lângă asta, el a declarat: „Israelul are dreptul deplin de a se apăra, atâta timp cât face acest lucru într-un mod proporțional”. O declarație oficială a Ministerului Afacerilor Externe din 13 noiembrie spunea că: „Ministrul de Externe Frans Timmermans a condamnat atacurile cu rachete împotriva Israelului desfășurate de grupările militante din Fâșia Gaza. Țările de Jos recunosc dreptul Israelului de a se apăra de acest foc de rachete. Violența escaladată din ultimele zile nu se află în interesul nimănui.” |
| Pakistan              | Într-o convorbire telefonică cu președintele Egiptului, prim-ministrul pakistanez Raja Pervez Ashraf a declarat că Pakistanul condamnă cu fermitate atacurile aeriene israeliene din Gaza, „care au vizat nu numai conducerea Hamas, ci și civili nevinovați”. El a adăugat că Pakistanul consideră acțiunea israeliană ca fiind „o încălcare gravă a dreptului internațional și a tuturor normelor umanitare”. Raja a declarat de asemenea că dacă problema palestiniană ar fi fost rezolvată, pacea din Orientul Mijlociu ar fi rămas evazivă. El și-a exprimat îngrijorarea că escaladarea violenței ar putea duce la o răspândire a conflictului, care ar putea înghiți regiunea. |
| Qatar                 | După o întâlnire între miniștrii de externe ai CCG și omologul lor rus Serghei Lavrov la Riad, Șeicul Hamad bin Jassim bin Jaber al Thani a declarat jurnaliștilor: „Eu condamn în numele Qatarul...Această crimă murdară nu trebuie să treacă fără o pedeapsă. Consiliul de Securitate al ONU trebuie să-și asume responsabilitățile în menținerea păcii și securității în lume.” |
| Regatul Unit          | Într-o convorbire telefonică cu Beniamin Netaniahu, prim-ministrul David Cameron a declarat: „Atacurile cu rachete din Gaza în sudul Israelului lansate de către Hamas și alte grupări armate au fost complet inacceptabile, iar frecvența tot mai mare a atacurilor cu rachete din ultimele zile a fost cauza imediată a situației.” El a adăugat că „prioritatea trebuie să fie detensionarea crizei.” Secretarul de Externe William Hague a declarat: „Hamas poartă principala responsabilitate pentru criza actuală. Condamn cu totul atacurile cu rachete din Gaza în sudul Israelului de către Hamas și alte grupări armate.. Aceasta creează o situație intolerabilă pentru civili israelieni din sudul Israelului, care au dreptul de a trăi fără teama de atac din Gaza. "El a cerut de asemenea tuturor celor implicati ", pentru a evita orice acțiune care riscă să victime în rândul civililor sau escaladeaza criza." Pe 18 noiembrie, el a avertizat că o invazie de sol a Fâșiei Gaza ar scădea și mai mult simpatia și sprijinul internațional acordat Israelului. |
| România               | Ministrul român al Afacerilor Externe Titus Corlățean a declarat: „Ministerul Afacerilor Externe este îngrijorat de escaladarea violențelor în Israel și Fâșia Gaza și exprimă compasiune pentru victimele civile înregistrate de ambele părți. Totodată, MAE speră că agresiunea militară a Hamas va înceta, că ambele părți se vor abține de la escaladarea conflictului și vor da dovadă de reținere. Este extrem de importantă evitarea escaladării violențelor, acest lucru putând fi exploatat pe multiple fronturi de către grupări din regiune cu agende diferite, care nu promovează stabilitatea și securitatea în regiune.” |
| Rusia                 | Ministrul de Externe al Rusiei, Serghei Lavrov, a cerut încetarea violențelor după o reuniune cu miniștrii de externe arabi din Golf la Riyadh. Purtătorul de cuvânt al Ministerului de Externe, Alexander Lukashevich, a declarat: „Atacurile din sudul Israelului, precum și bombardarea disproporționată a Israelului, sunt complet inacceptabile. Cerem tuturor părților să pună capăt imediat confruntării militare și să prevină o nouă rundă de vărsare de sânge în Fâșia Gaza.” După o conversație telefonică între președintele Putin și Netaniahu, serviciul de presă prezidențial a declarat: „Președintele Rusiei a cerut părților să dea dovadă de reținere și să evite calea violenței, a cărei victime sunt civilii, și să facă totul pentru a aduce situația la cursul ei normal.” |
| Siria                 | Guvernul sirian a numit acțiunile Israelului „crime barbare, reprobabile" și a făcut apel la comunitatea internațională să exercite presiuni asupra Israelului pentru a opri atacurile cu rachete. |
| SUA                   | Președintele Barack Obama a declarat: „Evenimentul precipitant de aici...care cauzează actuala criză...a fost un număr tot mai extins de rachete; au aterizat nu doar pe teritoriul israelian, ci și în zone populate. Nu există țară pe Pământ care ar tolera rachete căzând asupra cetățenilor săi din afara granițelor. Vom continua să sprijinim dreptul Israelului de a se apăra.” Departamentul de Stat a emis un comunicat de presa, declarând: „Noi condamnăm cu tărie barajul de rachete din Gaza în sudul Israelului și regretăm moartea și rănirea civililor israelieni și palestinieni nevinovați, cauzate de violența care a urmat.” Declarația a oferit sprijinul pentru dreptul Israelului la auto-apărare și a cerut acestuia să evite victimele din rândul civililor în cadrul operațiunilor sale militare. Purtătorul de cuvânt adjunct al Departamentului de Stat, Mark Toner, a declarat: „Noi cerem Egiptului să își folosească influența în regiune pentru a ajuta situația", adăugând că Hamas trebuie să înceteze atacurile cu rachete asupra Israelului. „Aceasta este o situație pe care ei au creat-o prin lansarea rachetelor asupra civililor israelieni nevinovați. Știi, noi plângem evident victimele civile în ambele parti. Dar sarcina este de a opri atacurile cu rachete ale Hamas," Potrivit unu sondaj CNN/ORC International realizat în perioada 16-18 noiembrie, 57% din publicul american crede că „Israelul se justificată prin acțiunea militară din Gaza" și aproape 60% simpatizează Israel, în timp ce 13% simpatizează palestinienii. |
| Tunisia               | Ministrul de Externe al Tunisiei, Rafik Abdessalem, a vizitat Gaza pe 17 noiembrie, apel la lume pentru a opri lui Israel "agresiune flagrantă" în Gaza, spunand ca a fost "nu mai este acceptabil sau juridice de către orice standarde". |
| Turcia                | Prim-ministrul Recep Tayyip Erdogan a acuzat Israelul că a atacat în mod agresiv organizația armată din Fâșia Gaza. Potrivit lui Erdogan, atacurile israeliene au fost motivate de alegerile din Knesset programate să aibă loc în aproximativ două luni. Pe 17 noiembrie la Universitatea din Cairo, el a declarat: „Toată lumea trebuie să știe că, mai devreme sau mai târziu, va exista o exploatație pentru a ține seama de masacrarea acestor copii nevinovați uciși înntr-un mod inuman în Gaza” și a felicitat Egiptul pentru retrimiterea ambasadorului său în Israel. Ministerul Afacerilor Externe din Turcia a condamnat raidurile israeliene printr-o declarație scrisă. „Condamnăm cu fermitate acest atac israelian și cerem să fie oprit imediat”, se afirmă în declarație, unde se adaugă că nici o țară, inclusiv Israelul, nu se află mai presus de dreptul internațional. |
| Ungaria               | Ministerul Afacerilor Externe din Ungaria a declarat: „În urma evoluțiilor din Orientul Mijlociu cu profundă îngrijorare, în special atacurile cu rachete din Fâșia Gaza împotriva Israelului și urmarea răspunsului militar pentru protecția populației. Îl privim ca pe o necesitate faptul că părțile exercită stăpânirea de sine și se abțin de la utilizarea violenței. Sprijinim toate eforturile care să faciliteze încetarea luptei.” |
| Venezuela             | Președintele venezuelean Hugo Chavez a condamnat raidurile israeliene, declarând: „O altă agresiune sălbatică împotriva Fâșiei Gaza a început. Încă o dată, Israelul bombardează Fâșia Gaza.” |
| Yemen                 | Potrivit unui comunicat dat de o sursă guvernamentală Agenției de știri Saba, „Yemenul și-a anunțat condamnarea fermă față de agresiunea brutală sionistă asupra Fâșiei Gaza, precum și în picioare de oameni din Yemen, cu frații lor, în Palestina în orice moment ". Aceeași sursă anonimă a declarat că „Guvernul yemenit face apel la comunitatea internațională să-și ia responsabilitățile față de ofensiva sionistă și să ia măsuri rapide pentru a opri această agresiune brutală.” Parlamentul yemenit a denunțat operațiunea israeliană, considerând-o o „agresiune împotriva tuturor țărilor arabe și musulmane” și a solicitat utilizarea petrolului ca armă pentru a-i pune capăt. Acesta a făcut apel parlamentelor arabe și consiliilor shoura să organizeze o întâlnire de urgență pentru a discuta despre „agsiunea israeliană împotriva Fâșiei Gaza”, și a cerut o vizită în Gaza. Pe 17 noiembrie, Reprezentantul Permanent al Yemenului la Liga Arabă, Mohammed al-Haisami, a cerut tuturor statelor arabe „să pună capăt agresiunii sioniste din Fâșia Gaza și să oprească crimele comise de Israel asupra poporului palestinian”. Al-Haisami a cerut de asemenea „să stabilească de urgență un comitet ministerial arab pentru a evalua condițiile și a merge imediat în Fâșia Gaza pentru a se familiariza cu situația de acolo”. Demonstrațiile au avut loc cu participarea reprezentantului Hamas în Yemen, Abdul-Muti Zaqqout, care a declarat că „onoarea și demnitatea vor fi readuse în lumea islamică odată ce regimul sionist este înfrânt”. Mulțimea adunată a scandat: „Palestinieni, suntem cu voi și nu vă vom uita niciodată”. Pe 19 noiembrie, sute de persoane au mărșăluit în Sana'a pentru a-și „afirma solidaritatea cu cei aflați sub asediu în Fâșia Gaza”. Demonstranții, care au pornit din Piața Schimbării, au mărșăluit spre biroul local al Hamas din cartierul Haseba. |

## Organizații neguvernamentale
- Amnesty International a declarat că ambele părți ar trebui să oprească violența. Ann Harrison, directorul adjunct al Amnesty International pentru Orientul Mijlociu și Africa de Nord, a declarat: „Armata israeliană nu trebuie să mai efectueze alte atacuri fără discriminare sau atacuri în zonele rezidențiale dens populate, care vor afecta în mod inevitabil civilii. În același timp, grupările armate palestiniene din Gaza nu trebuie să lanseze rachete în Israel. Comunitatea internațională trebuie să facă presiuni asupra ambelor părți pentru a respecta pe deplin legile războiului și pentru a proteja viețile civililor și proprietatea.”[89]
- Human Rights Watch a declarat că „forțele israeliene și palestiniene trebuie să depună toate eforturile posibile pentru a evita rănirea civililor” și că „nu există nici o justificare pentru grupările armate palestiniene de a lansa în mod ilegal rachete în zonele populate din Israel.”[90]
- Organizația israeliană pentru drepturile omului B'Tselem a avertizat ambele părți cu privire la  decesele din rândul civililor și a declarat: „Protecția civililor se află în centrul dreptului umanitar internațional. Ei nu trebuie niciodată să fie țintiți; toate măsurile trebuie luate pentru a-i proteja. B'Tselem cere guvernului israelian să respecte aceste principii tot timpul și în toate circumstanțele.”[91]
- Organizația J Street a declarat: „Simpatiile noastre merg către victimele și familiile israeliene prinse în violență. Reamintim apelul nostru către Hamas de a înceta imediat atacurile cu rachete asupra Israelului și de a se asigura că și alte grupuri din Gaza vor înceta.” Ea a cerut de asemenea Israelului să evite victimele din rândul civililor și a sperat ca președintele Obama să „mobilizeze partenerii internaționali pentru a ajunge la un armistițiu cât mai repede.”[92]

## Proteste
Printre țările în care au avut loc mitinguri și proteste în sprijinul palestinienilor se numără Malaysia, Indonezia, India, Pakistan, Turcia, Egipt, Yemen, Italia, Stele Unite ale Americii, Regatul Unit, Canada, Australia, Noua Zeelandă, Polonia, Africa de Sud, Germania, Belgia, Israel, Argentina, Chile, Venezuela, Coreea de Sud, Hong Kong, și Japonia. Țările în care au avut loc mitinguri și proteste în sprijinul Israelului au fost: Statele Unite ale Americii, Regatul Unit, Africa de Sud, Australia, Franța, Olanda, Germania, Israel, Polonia și Canada.